# Instituto Interamericano de Derechos Humanos
El Instituto Interamericano de Derechos Humanos (o por sus siglas IIDH) es una institución académica dedicada a la investigación, la promoción y la educación en derechos humanos. Tiene su sede en San José de Costa Rica. Su creación se hizo posible en 1980 gracias a un convenio suscrito entre la CIDH y la República de Costa Rica. Es uno de los centros mundiales de enseñanza e investigación académica sobre derechos humanos, con un enfoque multidisciplinario y con énfasis en los problemas de América. 
El IIDH está muy involucrado en esfuerzos de educación y capacitación. Conduzca programas, talleres, clases, conferencias, y seminarios para funcionarios de gobiernos suscritos a la CIDH para aumentar capacidad de proteger los derechos humanos.  El sede de IIDH frecuentemente es anfitrión por delegaciones del funcionarios de estado. Adicionalmente, IIDH también enseña a miembros de la sociedad civil y otros socios. Muchos de estos programas son en colaboración con universidades. IIDH tiene un espacio académico virtual para las clases que se llama el aula Virtual Interamericana. 

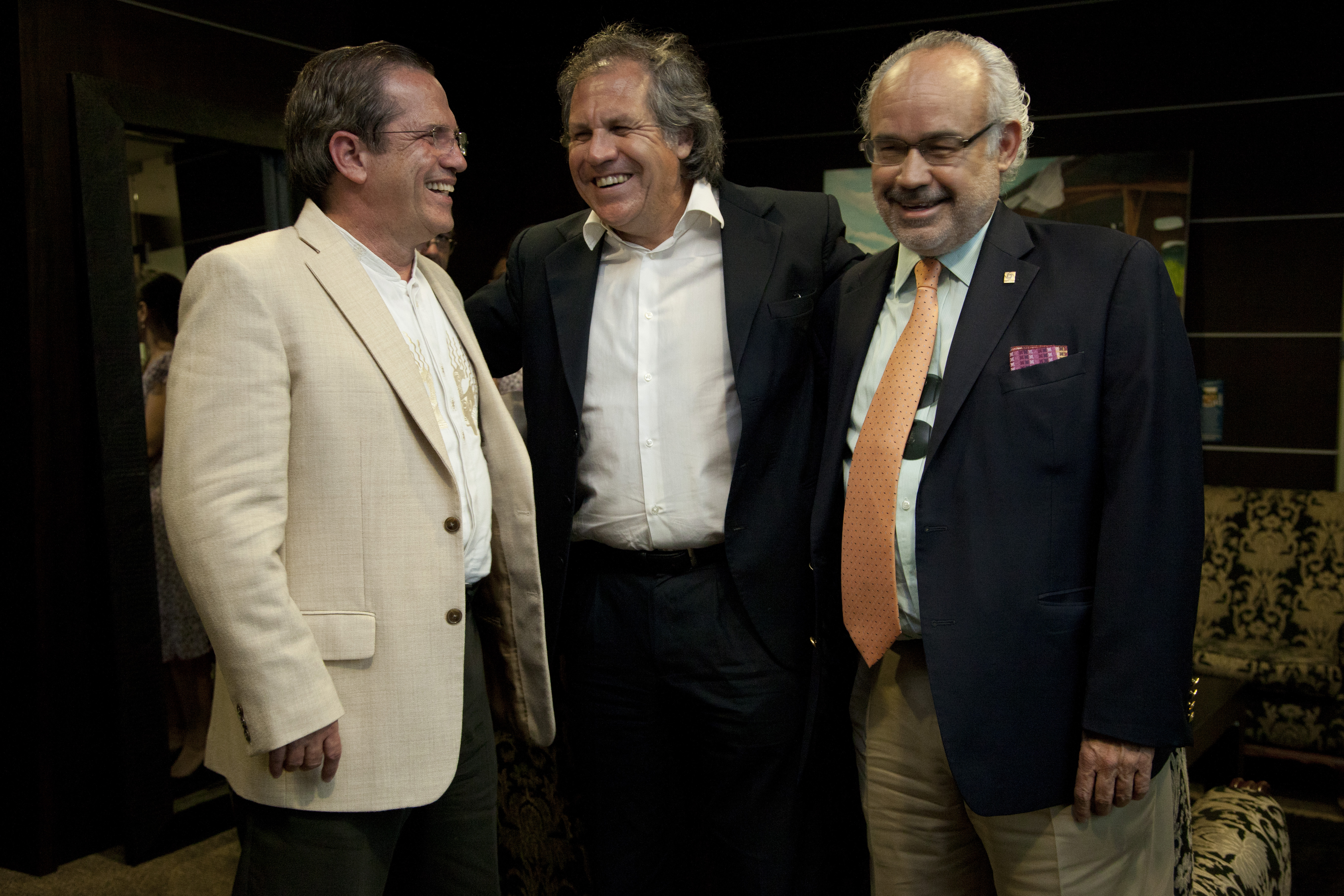
El Canciller Ricardo Patiño se reunió con su homólogo de Uruguay, Luis Almagro, y con el director Ejecutivo del Instituto Interamericano de Derechos Humanos, Roberto Cuéllar, en la sala VIP del aeropuerto Internacional Juan Santamaría.

Las investigaciones y publicaciones del IIDH enfocan en los derechos civiles y políticos, la corrupción, y también los derechos de grupos marginalizados incluyendo las mujeres y las personas indígenas. Estas investigaciones y publicaciones son preservadas en el Centro de Documentación (CEDOC) de IIDH. 
IIDH tiene un centro de asesoría y promoción electoral (se llama "CAPEL"), y a través de este centro, empleados de IIDH observan varios procesos electorales en Latinoamérica en una capacidad oficial.
También, IIDH mantiene una "Plataforma de Accesso a la Justicia" donde publica información sobre los casos en el Corte Interamericana de Derechos Humanos. En instancias específicas, IIDH submite experiencias de Amicus Curiae al Corte.
Además del sede en San José de Costa Rica, IIDH tiene oficinas regionales en Bogotá y Montevideo. El fundador más grande del IIDH es el real embajada de Noruega en Costa Rica.